# Army
"Army" é uma canção da artista musical inglesa Ellie Goulding, contida em seu terceiro álbum de estúdio Delirium (2015). Foi composta pela própria juntamente com Max Martin, Savan Kotecha e Ali Payami, sendo produzida por Martin e Payami. Foi lançada durante a pré-venda do álbum em 30 de outubro de 2015 e foi distribuída nas rádios mainstream britânicas em 9 de janeiro de 2016, servindo como segundo single oficial do álbum.

## Composição
"Army" é escrita na chave do Si maior com um ritmo de 87 batidas por minuto. Os vocais de Goulding vão desde B3 em B4.  A canção foi baseada numa amiga de faculdade de Goulding.

## Vídeo musical
O vídeo musical de "Army" foi dirigido por Conor McDonnell e lançado em 14 de janeiro de 2016. Gravado em preto e branco, o vídeo apresenta Goulding se divertindo com os amigos em várias situações, bem como apresentando a música ao vivo.

## Faixas e formatos
- Download digital – EP[9]

1. "Army" (Orchestral Abbey Road Performance / Live) – 4:12
2. "Army" (Danny Dove Remix) – 3:13
3. "Army" (Mike Mago Remix) – 3:18

## Créditos
Créditos adaptados do encarte de Delirium.
| - Ellie Goulding – vocal, composição - Cory Bice – assistência de gravação, vocalista de apoio - Peter Carlsson – vocalista de apoio - Rickard Göransson – vocalista de apoio - Sam Holland – vocalista de apoio, engenharia de mixagem - Rob Katz – engenharia de mixagem - Savan Kotecha – vocalista de apoio, composição | - Jeremy Lertola – assistência de gravação, vocalista de apoio - Silke Lorenzen – vocalista de apoio - Kristian Lundin – vocalista adicional - Max Martin – vocalista de apoio, produção, programação, composição - Ali Payami – vocalista de apoio, guitarra, produção, programação, composição - Doris Sandberg – vocalista de apoio - Jenny Schwartz – vocalista de apoio |

## Desempenho nas tabelas musicais

### Posições
| Tabela musical (2015-16)         | Melhor posição |
| -------------------------------- | -------------- |
| Austrália (ARIA)                 | 87             |
| Irlanda (IRMA)                   | 53             |
| Escócia (Scottish Singles Chart) | 13             |
| Reino Unido (UK Singles Chart)   | 20             |

## Histórico de lançamento
| País                            | Data                  | Formato                                 | Gravadora             | Ref.         |
| ------------------------------- | --------------------- | --------------------------------------- | --------------------- | ------------ |
| Mundo                           | 30 de outubro de 2015 | Download digital (pré-venda do Delirum) | Polydor               | [ 15 ]       |
| Reino Unido                     | 9 de janeiro de 2015  | Rádios mainstream (single oficial)      | Polydor               | [ 3 ]        |
| Itália                          | 15 de janeiro de 2016 | Rádios mainstream (single oficial)      | Polydor               | [ 16 ]       |
| Mundo (exceto América do Norte) | 29 de janeiro de 2016 | Extended play                           | Polydor               | [ 17 ] [ 9 ] |
| Estados Unidos                  | 19 de abril de 2016   | Rádios mainstream                       | Cherrytree Interscope | [ 18 ]       |
| América do Norte                | 29 de abril de 2016   | Remixes                                 | Polydor               | [ 1 ]        |